# Кемеровский государственный медицинский университет
Кемеровский государственный медицинский университет — высшее учебное заведение в сфере медицинского и фармацевтического образования в Кемерово. Организован в 1955 году как Кемеровский государственный медицинский институт. С 1995 года — Кемеровская государственная медицинская академия. Современное название — с 2016 года.
Полное официальное название: Федеральное государственное бюджетное образовательное учреждение высшего образования «Кемеровский государственный медицинский университет» Министерства здравоохранения Российской Федерации.

## История
Медицинский вуз основан в 1955 году как Кемеровский государственный медицинский институт (постановление Совета Министров СССР от 02.11.1955 № 7585-р, постановление Совета Министров РСФСР от 05.11.1955 № 4037, приказ Минздрава РСФСР от 14.11.1955 № 450). В 1995 году медицинский институт переименован в Кемеровскую государственную медицинскую академию Министерства здравоохранения и медицинской промышленности Российской Федерации (приказ Госкомвуза России от 23.06.1995 № 953, приказ Минздравмедпрома России от 20.07.1995 № 209). В 2016 году медицинская академия переименована в Кемеровский государственный медицинский университет Министерства здравоохранения Российской Федерации (приказ Министерства здравоохранения Российской Федерации от 06.06.2016 № 350).

## Структура университета
В структуре университета 48 кафедр.

### Очное обучение
- 31.05.01 — Лечебное дело
- 31.05.02 — Педиатрия
- 32.05.01 — Медико-профилактическое дело
- 31.05.03 — Стоматология
- 33.05.01 — Фармация
- 34.03.01 — Сестринское дело
- Повышение квалификации и переподготовка специалистов в области образования «Здравоохранение и медицинские науки»
- Довузовское образование

### Заочное обучение
- 33.05.01 — Фармация (приёма нет)
- Факультет экономики и управления на предприятии (на базе высшего)

### Научные подразделения
- Центральная научно-исследовательская лаборатория КемГМУ

### Кампус
1. Главный корпус (ул. Ворошилова, 22а)
2. Общежитие № 4 (б-р Строителей, 37)
3. Общежитие № 1 (б-р Строителей, 45)
4. Санитарно-гигиенический корпус (ул. Назарова, 1)
5. Морфологический корпус (ул. Назарова, 1а)
6. Фармацевтический корпус (пр. Октябрьский, 16а)

### Администрация КемГМУ
- и. о. Ректора: доктор медицинских наук Кан Сергей Людовикович.
- Проректоры:

по учебной работе: к.м.н., доцент Большаков Василий Викторович
по научной, лечебной работе и развитию регионального здравоохранения: д.м.н., доцент Пьянзова Татьяна Владимировна
по молодежной политике и воспитательной деятельности: к.м.н., доцент Шмакова Мария Александровна

## Ректоры
- Беляев, Степан Васильевич — первый ректор Кемеровского медицинского института.
- Евтушенко Александр Яковлевич — ректор в 1991—2007.
- Ивойлов Валерий Михайлович — ректор в 2007—2018.
- Попонникова, Татьяна Владимировна (2018-2024).